# 松本ひでお 情報発見 ココだけ
松本ひでお 情報発見 ココだけ（まつもとひでお じょうほうはっけん ココだけ）は、ニッポン放送で2011、2012年の平日夕方のナイターオフに放送された情報バラエティ番組である。

## 概要
ニッポン放送は平日夕方のナイターオフ番組枠にて、2009年度迄は『ショウアップナイター』の派生番組、2010年度は飯田浩司をパーソナリティに据えたバラエティ番組である『飯田浩司の「声だしていこー。』を編成して来たが、2011年度は飯田が2011年下半期のナイターオフ期の2012年1月9日から開始された平日夕方の報道番組、『ザ・ボイス そこまで言うか!』のアンカーマンを担当するため、2010年度は土曜夕方のナイターオフ番組を担当した松本が、再び平日夕方枠に復帰。
2011年度は日替わりパートナーと番組を進行し、 2012年度は日替わりパートナーを置かず、過去のナイターオフ番組にもアシスタントとして出演経験がある五戸と担当した。また、当該番組の時間尺が10分伸びた。しかし、2013年度は『ザ・ボイス』から番組時間尺を10分間引き離して、『ショウアップナイター』等の関連情報を17時30分からローカル枠で編成し、平日夕方ナイターオフ番組枠として『ダイノジ 大谷ノブ彦のオールナイトニッポン』のパーソナリティを務めていた、大谷ノブ彦やプチ鹿島等のタレントを起用したバラエティ番組『〜今日も一日〜 Good Job ニッポン』を編成したため、全国枠では『ショウアップナイター』関連番組は未編成となり、当該番組タイトルの番組は終了となった。

## 出演

### 放送終了時点

#### パーソナリティ
- 松本ひでお（ニッポン放送アナウンサー） - 2011、2012年度

#### アシスタント
- 五戸美樹（当時：ニッポン放送アナウンサー） - 2012年度

#### ニュースデスク
肩書き無しは全員、ニッポン放送報道部記者
- 月曜：桜林美佐（当時：ニッポン放送報道部契約アナウンサー）
- 火曜：勝山達志
- 水曜：上村貢聖
- 木曜：畑中秀哉
- 金曜：後藤誠一郎

### 過去

#### パートナー
- 月曜：佐々木秀実（シャンソン歌手）
- 火曜：浅香唯（女優、歌手）
- 水曜：大沢あかね（タレント）
- 木曜：ヤン・ヨンヒ[注 1]（女優、映画監督）
- 金曜：MEGUMI（タレント）

#### その他出演者
肩書き無しは全員ニッポン放送アナウンサー
代理パーソナリティ
- 飯田浩司 - 2012年10月17日
- 煙山光紀 - 2012年10月18日、2013年3月4、5、18、19日
- 山本剛士 - 2013年3月30日※裏送り向け
- 師岡正雄 - 2013年3月20、21日

代理アシスタント
- 新保友映（当時：ニッポン放送アナウンサー） - 2013年3月4、5日

代理パートナー
- 日髙のり子（声優） - 2011年12月5、12日
- 川相昌弘（当時：読売ジャイアンツ二軍監督） - 2012年1月4日

## 放送時間

### 放送終了時点
- 平日：18:00 - 20:00 - 2012年10月1日 - 2013年3月28日

### 過去
- 平日：17:40 - 20:00 - 2011年10月3日 - 2012年3月29日

### 放送時間変更
主に、『ショウアップナイター』の派生中継である「クライマックスシリーズ」、「日本シリーズ」、「ドラフト会議」、「ワールドベースボールクラッシック」中継での編成変更
また、聴取率調査週間の時間編成で、21:50まで時間尺を拡大して編成するケースが存在した

## 特別番組

### 増刊号
2011年度の番組終了以後、『サウンドコレクション』枠にて、『ショウアップナイター』が未編成だった日に『増刊号』として編成
- 2012年4月27日 - パートナー：ヤン・ヨンヒ
- 2012年5月15日 - パートナー：
- 2012年6月1日 - パートナー：大沢あかね、ゲスト：天達武史（気象予報士）

## タイムテーブル

### 放送終了時点
| タイムテーブル | タイムテーブル | タイムテーブル |
| 時刻           | 内容 | 備考 |
| -------------- | --- | --- |
| 18:00.00       | オープニング 今日の急上昇検索ワード                                                                                            | オープニングトーク 放送日に「日本が何に注目したかがわかる」をキーワードに最も検索された ワードをチェックする |
| 18:07.00       | ニッポン放送ニュース、ココだけ天気予報                                                                                         | |
| 18:11.00       | 南原清隆スポーツドリーム | ナイターオフ期の内包番組ゾーン |
| 18:20.00       | 今夜の特集 ココだけ | |
| 18:28.30       | ニッポン放送交通情報（警視庁）                                                                                                 | |
| 18:30.00       | ラジオリビング | 17時台にて紹介した商品のリピート枠 |
| 18:32.00       | 小島奈津子のおかえりなさい | ナイターオフ期の内包番組 |
| 18:37.00       | 男のもしも! | 主に大人の男性を対象に、知っておかなければならない情報を伝える。 |
| 18:46.00       | 菊正宗 ほろよいイブニングトーク                                                                                                | ナイターオフ期の内包番組 |
| 18:52.00       | ココだけ発見伝 | 2012年10月4週目以降から開始したコーナー 放送日翌日の『ショウアップスポーツ』担当のスポーツ部アナウンサーがアナウンサーが 話題の場所からレポート 金曜は固定で 「師岡正雄 終着駅のいざない」と題し、師岡が過去のナイターオフ番組で行った 鉄道路線の終着駅から伝える |
| 18:58.00       | ニッポン放送交通情報（警視庁）                                                                                                 | |
| 19:00.00       | 7時台オープニング 7時頭のココだけ発見伝(10月1週目のみ)                                                                         | |
| 19:05.00       | ニッポン放送ニュース ココだけ天気予報 スポーツフォーカス                                                                       | 『ニッポン放送ニュース』は6時台と同様 『ショウアップスポーツ』の当日担当したニッポン放送のスポーツ部アナウンサーが 『ショウアップナイター』情報含めたスポーツニュースを読み上げる。                                                                               |
| 19:15.00       | 月 - 木曜：インサイドトーク 金曜：松本うおみちの魚道                                                                           | |
| 19:29.00       | | KBS京都・KBS滋賀はここで飛び降り。 |
| 19:31.00       | インサイドトーク 松本うおみちの魚道                                                                                            | 19時15分台の続き |
| 19:40.00       | 月曜：クミコの笑顔で乾杯 火曜：泉沙世子 HAPPY NIGHT 水曜：私の正論 木曜：阿部亮のNGO世界一周! 金曜：松本秀樹のGoodlife=Doglife | ナイターオフ期の内包番組ゾーン HAPPY NIGHT：泉沙世子 NGO世界一周!!：阿部亮 Goodlife=Doglife：松本秀樹、新保友映） |
| 19:53.00       | エンディング | スポンサープレゼント当選者発表とリスナーメッセージの補填枠 |
| 18:56.00       | ビジネスショウアップ | [ 注 4 ] |